# 秋月弘子
秋月 弘子（あきづき ひろこ、1959年 - ）は、日本の国際法学者、亜細亜大学国際関係学部教授。学位は、博士（学術）（国際基督教大学・1997年）。福岡県北九州市出身。

## 経歴
福岡県生まれ。東京都立立川高等学校、国際基督教大学教養学部社会科学科卒業。同大学院行政学研究科博士課程修了。
バークレイズ、国際連合開発計画を経て、北九州大学助教授、放送大学兼任講師などを務める。2014年には、慰安婦関係調査結果発表に関する河野内閣官房長官談話の作成過程についての政府の検証チームのメンバーとなった。2018年6月には女子差別撤廃委員会・委員に当選した。

## 著書

### 単著
- 『国連法序説』1999/01

### 共著
- 『国際法入門』1996/05
- 『国連による平和と安全の維持－解説と資料』2000/02
- 『新版国際機構論』2001/03
- 『国際関係法』2002/03
- 『Containing Conflict:Cases in Preventive Diplomacy』2003/03
- 『新国際機構論』2005/01
- 『国際法入門（第2版）』2005/03
- 『（改訂版）国際関係法』2006/03
- 『国連による平和と安全の維持解説と資料　第2巻』2007/02
- 『平和と開発のための教育　アジアの視点から』2010/02
- 『国際社会と法　国際法・国際人権法・国際経済法』2010/07
- 『人類の道しるべとしての国際法』2011/10